# Frank Schuster
Franklin (Frank) Raymond Schuster (ur. 20 maja 1971 w Mount Vernon) – amerykański duchowny rzymskokatolicki, biskup pomocniczy Seattle od 2022.

## Życiorys
Święcenia kapłańskie otrzymał 12 czerwca 1999 i został inkardynowany do archidiecezji Seattle. Pracował głównie jako duszpasterz parafialny, był także m.in. duszpasterzem akademickim przy Western Washington University oraz dyrektorem kurialnego wydziału ds. formacji diakonów stałych.
8 marca 2022 papież Franciszek mianował go biskupem pomocniczym archidiecezji Seattle i biskupem tytularnym Hirina. Sakry udzielił mu 3 maja 2022 arcybiskup Paul Etienne.